# Naylamp
Naylamp o Ñañlamp o Naymlap (come viene indicato da Miguel Cabello Valboa in Miscelánea Antártica, 1586) è un personaggio mitologico dell'antico Perù, che secondo la leggenda arrivò dal mare e fondò la civiltà pre-Inca Sicán intorno all'VIII secolo d.C. 
Naylamp portò con barche  dall'oceano un intero popolo, per creare una nuova civiltà. Il trono del mitico re si troverebbe nel sito archeologico Chotuna di Chornancap (nord-ovest del Perù).